# I treni a vapore
I treni a vapore è un album di Fiorella Mannoia pubblicato nel 1992 dalla Epic Records con distribuzione Sony Music Entertainment e prodotto da Piero Fabrizi.
La canzone Inevitabilmente (Lettera dal carcere) è stata usata da Nanni Moretti come colonna sonora del suo film Caro diario del 1993.

## Tracce
1. I treni a vapore – 5:29 (Ivano Fossati)
2. Tutti cercano qualcosa – 5:36 (Francesco De Gregori)
3. Il cielo d'Irlanda – 4:15 (Massimo Bubola)
4. 1991 L'amore per amore – 3:25 (Ivano Fossati)
5. I venti del cuore – 5:27 (testo: Massimo Bubola – musica: Piero Fabrizi)
6. Sull'orlo – 4:20 (Eugenio Finardi)
7. Inevitabilmente (Lettera dal carcere) – 5:41 (Enrico Ruggeri e Luigi Schiavone)
8. Piccola serenata diurna – 2:41 (testo: Ivano Fossati – musica: Silvio Rodríguez)
9. I treni a vapore (reprise) – 1:21 (Ivano Fossati)

## Formazione
- Fiorella Mannoia – voce
- Piero Fabrizi – chitarra acustica
- Fio Zanotti – tastiera, fisarmonica, pianoforte, organo Hammond
- Paolo Gianolio – chitarra acustica, programmazione, tastiera
- Pier Michelatti – basso
- Lele Melotti – batteria
- Renato Cantele – tastiera, programmazione
- Paolo Costa – basso
- Walter Calloni – batteria
- Rilly – programmazione
- Lucio Fabbri – mandolino, violino
- Gavin Harrison – batteria
- Giancarlo Parisi – flauto dolce
- Lalla Francia, Silvio Pozzoli – cori

## Classifiche

### Classifiche settimanali
| Classifica (1992) | Posizione massima |
| ----------------- | ----------------- |
| Europa            | 43                |
| Italia            | 2                 |

### Classifica di fine anno
| Anno | Paese  | Posizione |
| ---- | ------ | --------- |
| 1993 | Italia | 32        |

## Successo commerciale
L'album raggiunge la 3ª posizione nella classifica italiana per poi risultare il 32º album più venduto del 1992.